# Симфония № 11 (Моцарт)
Симфония № 11 ре мажор, KV 84/73q — симфония, авторство которой традиционно приписывается Вольфгангу Амадею Моцарту. Считается, что произведение датируется 1770 годом; оно могло быть написано в Милане или Болонье.
Возможными авторами симфонии музыковеды называют Леопольда Моцарта и Карла Диттерсдорфа. Исследователь творчества Моцарта Нил Заслав пишет: «Сравнение результатов двух стилистических анализов первой части произведения <…> показывает, что Вольфганг, скорее всего, был истинным автором симфонии».
Сочинение состоит из трёх частей вместо традиционных четырёх ― в нём отсутствует менуэт. Нил Заслав говорит, что «финал симфонии имеет атмосферу произведений Глюка и очень близок к опере-буффа».

## Структура
Симфония состоит из следующих частей:
1. Allegro, 4/4
2. Andante, 3/8
3. Allegro, 2/4

Произведение написано для двух гобоев, двух валторн in D и струнных.